# Оброк
Оброците са традиционни свещени места в централната част на Балканския полуостров (главно в Сърбия и Западна България), както и култови ритуали, сходни с курбан, извършвани там ежегодно на определен християнски празник.

## Наименование
В българската етнографска литература най-често използваното наименование на оброчните места и ритуали е оброк (от „обричам“, дума с праславянски произход). В сръбската етнография преобладава името запис, използвано също и в някои български региони, както и в по-ранната българска литература.
На местно ниво оброците се наричат по много различни начини, сред които оброчище, църквище, курбанище, соборище, подкръст и други.

## Оброчни места
Оброците могат да бъдат разположени в селището или извън него. Според Димитър Маринов те се поставят във важни за общността места – местности с обработваеми земи и трайни насаждения, при извори и други водоизточници, захранващи селото с вода или задвижващи воденици – с цел да им осигурят свръхестествена защита. Маринов отбелязва и случай, в който оброкът се намира в някогашно гробище и отбелязва специфичните ритуали при него. Някои етнографи, стремящи се да обосноват древен и езически произход на обичая, твърдят, че оброчища се разполагат на древни предхристиянски култови места.
Оброчните места се отбелязват с култови знаци: голям камък, каменен или дървен кръст, каменни плочи, колони.
Посегателството върху оброчните места е забранено. Дърветата са смятани за свещени и не се секат, като се смята, че покушенията срещу тях ще бъдат наказани – при подобно посегателство срещу такова дърво в Западна България се устройва общинска проклетия. По време на колективизацията много оброци – често разположени на границите между отделни земеделски имоти, които са заличени – са унищожени, като местните легенди приписват на тези събития различни бедствия – от смъртни случаи на конкретни извършители до спад в раждаемостта и обезлюдяване на цели области.

## Ритуали
Мястото се посещава от вярващите в определен календарен ден, като се изпълняват обреди за здраве и благополучие, защита от суша, градушки, наводнения, пожари, и др. Задължителен елемент от празника е жертвоприношението - курбан на мъжко животно - теле, овен или шиле, понякога дори вол. На оброчния знак и около него се палят свещи и се поставя храната за трапезата - курбанът с допълнително донесени хлябове. Свещеник извършва водосвет и прекадява храната, която след това се слага на масата за участващите в ритуала.
При тържества на някои оброчища се пробиват в дърветата дупки със свредели и се слагат там ястия и светена вода – така дърветата се „хранят“.